# 基督教會座堂 (尼爾遜)

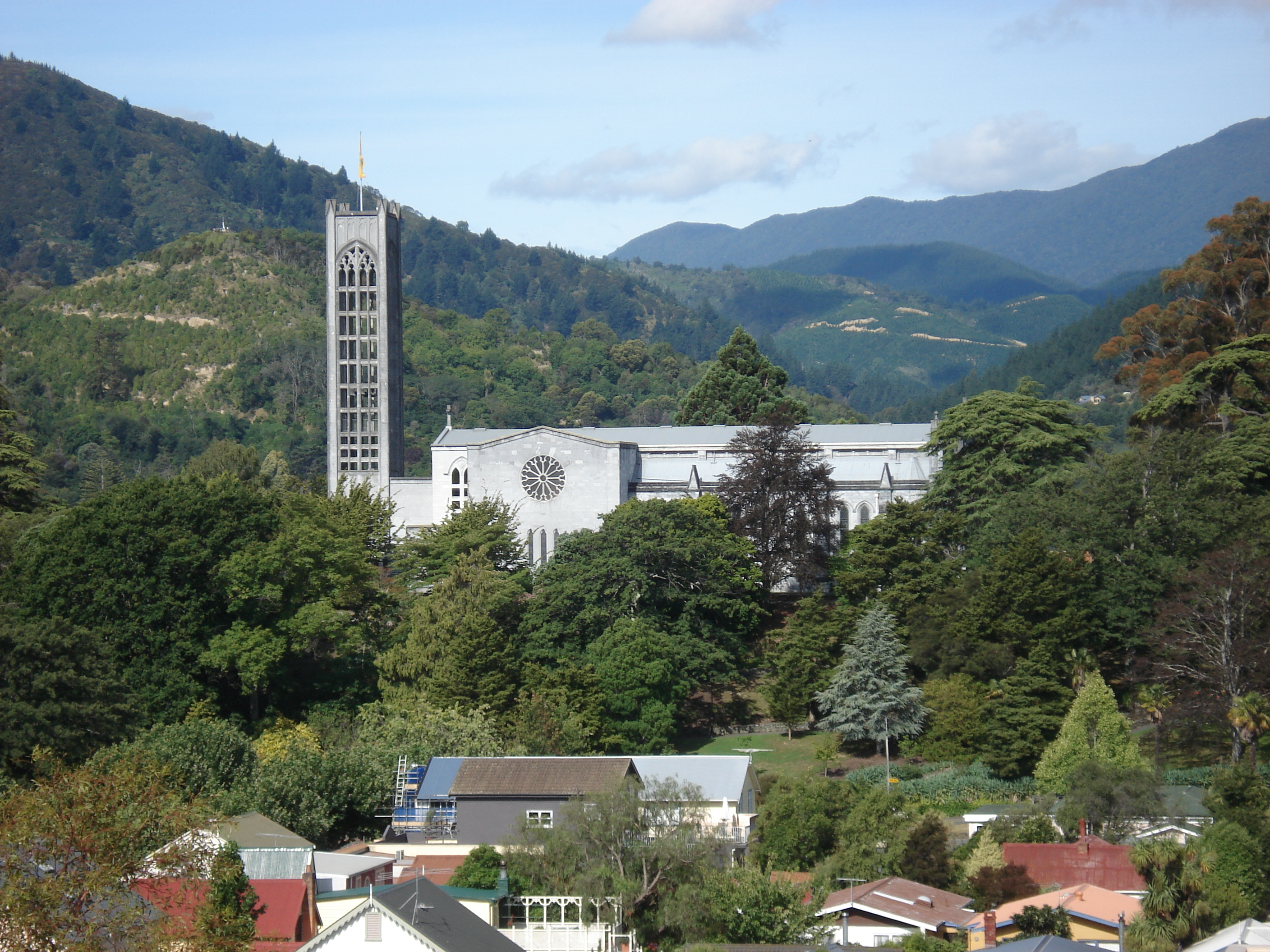

基督教會座堂（Christ Church Cathedral）是位於紐西蘭南島城市尼爾遜的一座教堂，可以容納350人。教堂長58米，寬27米，塔高35米。

## 外部連結
- 官方网站

41°16′33.77″S 173°17′01.51″E / 41.2760472°S 173.2837528°E